# Goniopteris toganetra
Goniopteris toganetra là một loài dương xỉ trong họ Thelypteridaceae. Loài này được A.R. Sm. Á. Löve & D. Löve mô tả khoa học đầu tiên năm 1977.